# Échantillon (matière)
Pour les articles homonymes, voir Échantillon.

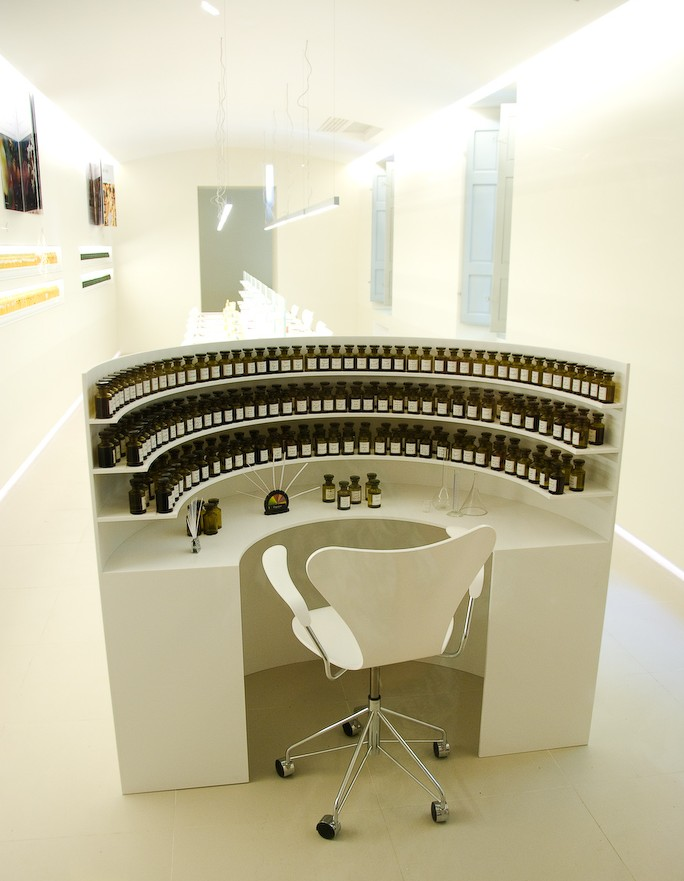
Orgue à parfums et sa batterie d'échantillons.

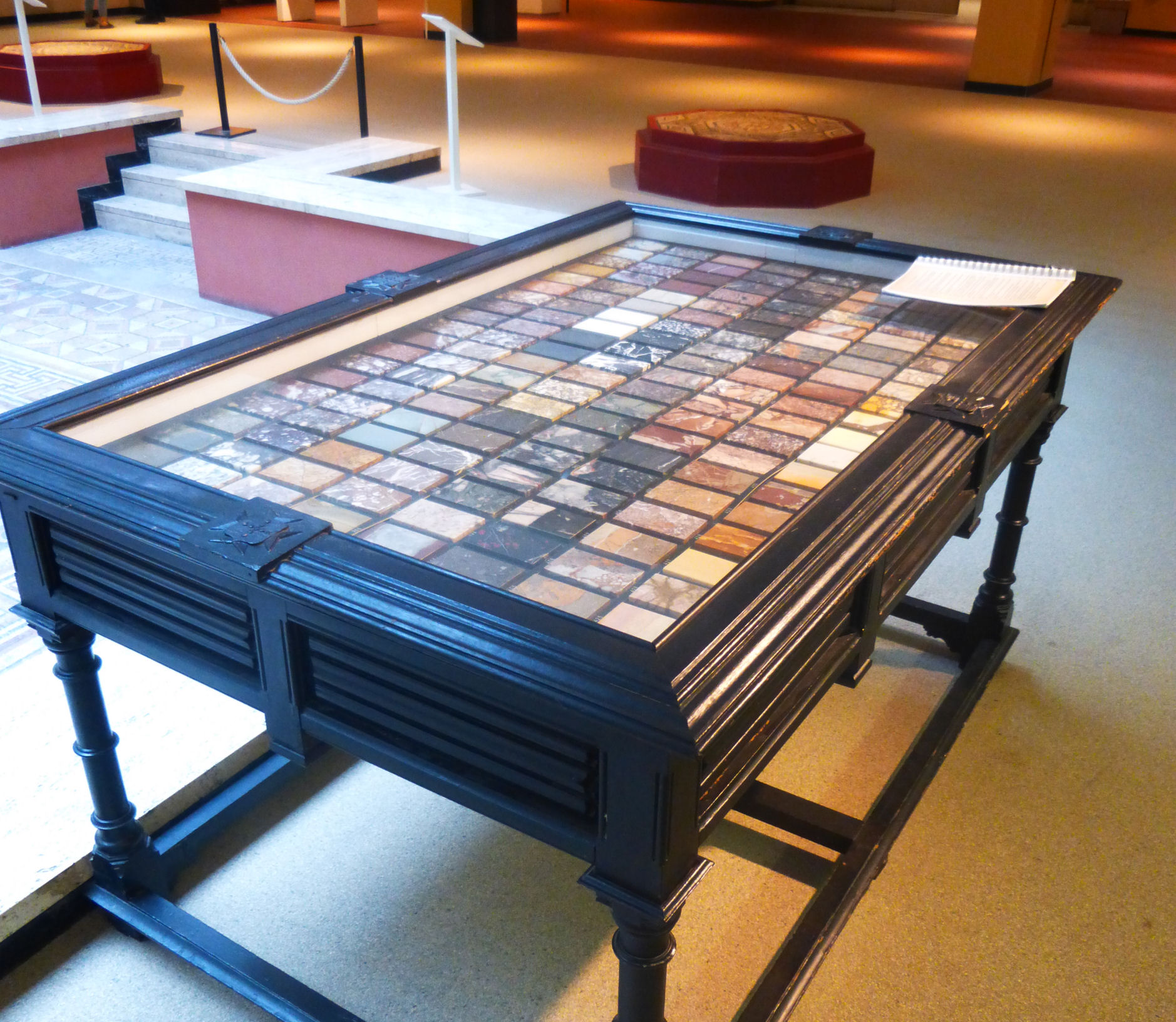
Lithothèque d'Emile de Meester de Ravestein, Bruxelles.

Un échantillon ou spécimen est une quantité limitée d’un ensemble qui est utilisée pour représenter et étudier les propriétés (chimiques, mécaniques, physiques, biologiques, etc.) de cet ensemble.
La quantité disponible est parfois faible ou infinitésimale, comme dans le cas du produit d’une synthèse chimique comportant un grand nombre d’étapes, d’un élément synthétique, de traces d’ADN ou de la récolte d’une sonde spatiale.
Certaines techniques sensibles permettent de doser des substances présentes à des taux de l’ordre du ppm ou du ppb dans un échantillon.
L’échantillonnage doit tenir compte de la structure de la matière. Le cas le plus simple est celui d’un matériau homogène et isotrope. Certains matériaux sont plus complexes (exemples en mécanique : le bois, qui n’est en général pas isotrope, et les matériaux composites). Un composite renforcé à fibres courtes et bien dispersées dans la matrice peut être isotrope à l’échelle macroscopique ; par contre, un composite dont les fibres sont orientées dans une direction est orthotrope vis-à-vis de ses propriétés mécaniques. Un matériau anisotrope est caractérisé par un plus grand nombre de grandeurs intrinsèques.
L’échantillon peut subir une opération avant analyse, telle une filtration, purification, conditionnement à l’ambiante, dans un dessiccateur.
Après analyse, des échantillons convenablement emballés et étiquetés sont parfois conservés pendant plusieurs mois jusqu’à la date de péremption dans un local dédié, si une vérification est nécessaire ou pour des essais croisés fournisseur-client.

## Exemples
- Déterminer avec précision la densité d’un matériau léger de porosité variable suppose un échantillon suffisamment volumineux pour moyenner sur un grand nombre de cellules.
- Pour connaître la dureté d’un matériau hétérogène, il est nécessaire de mesurer à plusieurs endroits espacés.
- Le pH d’un échantillon d’eau du robinet est mesuré régulièrement sur quelques millilitres dans un laboratoire de chimie analytique.
- La détermination de la glycémie sur une micro-goutte de prélèvement sanguin est courante en biochimie clinique.
- En extensométrie, l’allongement à la rupture est mesuré sur une éprouvette de traction.
- Lithothèque, echantillons de pierre.